# Tryonicidae
Tryonicidae (лат.) — семейство тараканов (Blattodea). Более 30 видов. Австралия, Новая Каледония, Новая Зеландия.
Обитают в гнилой древесине и под камнями.

## Систематика
7 родов, более 30 видов. Ранее таксон Tryonicidae традиционно рассматривался в качестве подсемейства Tryonicinae в составе семейства Blattidae и включал дополнительно ещё 3 рода: Drymaplaneta, Scabina и Temnelytra.
Некоторые авторы (Murienne, 2009) включают 5 эндемичных родов Tryonicidae из Новой Каледонии (Angustonicus, Pallidionicus, Pellucidonicus, Punctulonicus и Rothisilpha) в семейство Blattidae (Polyzosteriinae, Methanini). 
- Angustonicus Grandcolas, 1997[3]
- Lauraesilpha Grandcolas, 1997 — Новая Каледония (11 видов)[8]
- Pallidionicus Grandcolas, 1997[3]
- Pellucidonicus Grandcolas, 1997
- Punctulonicus Grandcolas, 1997
- Rothisilpha Grandcolas, 1997
- Tryonicus Shaw, 1925 — Австралия (3 вида)[9], Новая Каледония (3 вида)[10], Новая Зеландия (1 вид)[11]